# Церква Воздвиження Чесного Хреста (Отиневичі)
Церква Воздвиження Чесного Хреста в Отиневичах — дерев'яний храм УГКЦ у селі Отиневичах Ходорівської громади Стрийського району Львівської области України.

## Історія
Дерев'яна церква зведена 1893 року, ймовірно за проєктом Василя Нагірного на місці старішого дерев'яного храму, який існував ще в 1832 році. Під час Першої світової війни храм зазнав значних руйнувань.
1912 року парафію візитував митрополит Андрей Шептицький. Протягом 2008–2011 років оновлена поліхромія здійснена Любомиром Залеським з благословення владики Тараса Сеньківа.

## Парохи
- о. Теодор Завадовський (1832—1848)
- о. Іван Фацієвич (1848—1849)
- о. Микола Коцовський (1849—1888)
- о. Юстин Сухаровський (1888—1889, адміністратор)
- о. Володимир Ганицький (1889—1890, адміністратор)
- о. Іван Дулинський (1890—1913)
- о. Микола Ілевич (1910—1912, сотрудник)
- о. Діонизій Теліщук (1912—1913, сотрудник; 1913—1920, адміністратор)
- о. Омелян Крвавич (1920—1938)
- о. Жигмонт Слиж (1938—1944, адміністратор)
- о. Олег Флінта — нині.